# Argynnis atroviridis
Argynnis atroviridis är en fjärilsart som beskrevs av Arnold Spuler 1901. Argynnis atroviridis ingår i släktet Argynnis och familjen praktfjärilar. Inga underarter finns listade i Catalogue of Life.